# Łukasz Krakowczyk
Łukasz Józef Krakowczyk – polski lekarz, chirurg ogólny i onkologiczny, profesor nauk medycznych i nauk o zdrowiu, pracownik naukowy Narodowego Instytutu Onkologii im. Marii Skłodowskiej-Curie - Państwowego Instytutu Badawczego.

## Życiorys
Jest absolwentem Śląskiego Uniwersytetu Medycznego w Katowicach, w 2008 r. obronił pracę doktorską pt. Częstość metylacji wysp CpG regionu promotora wybranych genów w tkance nowotworowej guza oraz w marginesie tkanki zdrowej w gruczolakorakach jelita grubego, której promotorem był prof. Andrzej Wiczkowski, w 2016 r. habilitował się na podstawie pracy zatytułowanej Zastosowania innowacyjnych technik chirurgii rekonstrukcyjnej po zabiegach resekcyjnych nowotworów regionu głowy i szyi oraz transplantacji twarzy. W 2022 r. uzyskał tytuł profesora nauk medycznych i nauk o zdrowiu 
w dyscyplinie nauk medycznych.
Jest profesorem w Narodowym Instytucie Onkologii im. Marii Skłodowskiej-Curie - Państwowego Instytutu Badawczego.

## Odznaczenia
- Srebrny Krzyż Zasługi (2014)[4]
- Złoty Krzyż Zasługi (2019)[5]